# الشمسية (جبلة)

تعديل مصدري - تعديل

الشمسية هي إحدى قرى عزلة الربادي بمديرية جبلة التابعة لمحافظة إب، بلغ تعداد سكانها 1037 نسمة حسب تعداد اليمن لعام 2004.